# انتونى ريبلين
انتونى ريبلين (بالفرنسية: Anthony Ribelin) (8 أبريل 1996 بنيم في فرنسا - ) هو لاعب كرة قدم فرنسي في مركز الوسط. لعب مع نادي مونبلييه.

## وصلات خارجية
- انتونى ريبلين على موقع قاعدة بيانات كرة القدم.إي يو (الإنجليزية)
- انتونى ريبلين على موقع Soccerway.com (الإنجليزية)
- انتونى ريبلين على موقع AS.com (الإسبانية)